# Statactivisme
Pour un article plus général, voir Datactivisme.
Le mouvement français de statactivisme plaide pour la mobilisation des statistiques en soutien aux mouvements et agendas sociaux.

## Contenu
Le programme des statactivistes français est de «lutter contre» aussi bien que de «lutter avec» les nombres, en utilisant différentes stratégies possibles,: 
- Pratiquer le «judo statistique». Il s'agit d'une stratégie de légitime défense, dans laquelle les mesures existantes sont «jouées» comme le prescrit la loi de Goodhart ;
- Dénoncer l'insuffisance ou le biais ou l'injustice des indicateurs et mesures existants, par exemple à partir des statistiques officielles de la pauvreté ou des inégalités[4];
- Développer des indicateurs alternatifs pour remplacer ceux ci-dessus;
- Identifier les contextes et problèmes sociaux invisibles pour les statistiques existantes

Le statactivisme appartient intellectuellement à la tradition de la sociologie des nombres,,,. À la suite d'Alain Desrosières  et de Theodore M. Porter, les statactivistes utilisent la statistique comme un «outil de faiblesse», qui offre aux membres faibles de la société l'opportunité d'agir contre leur oppression en rendant visible l'injustice.